# Deutsche Poolbillard-Meisterschaft 1990 (Herren)
Die Deutsche Poolbillard-Meisterschaft 1990 war die 16. Austragung zur Ermittlung der nationalen Meistertitel der Herren in der Billardvariante Poolbillard. Sie in Selm ausgetragen.
Es wurden die Deutschen Meister in den Disziplinen 14/1 endlos, 8-Ball, 9-Ball und 8-Bal-Pokal ermittelt.

## Medaillengewinner
| Disziplin    | Gold                            | Silber                           | Bronze                                                 | 4. Platz                            |
| ------------ | ------------------------------- | -------------------------------- | ------------------------------------------------------ | ----------------------------------- |
| 14/1 endlos  | Thomas Engert (PBC Oftersheim)  | Waldemar Markert (PBC Karlsruhe) | Edgar Nickel (PBC Oftersheim)                          |                                     |
| 8-Ball       | Thomas Engert (PBC Oftersheim)  | Dieter Johns (1. PBC Leverkusen) | Harald Rietvelt jetzt Harald Perathoner (PBC Neustadt) | Andreas Vondenhoff (BC Hennef)      |
| 9-Ball       | Thomas Engert (PBC Oftersheim)  | Tony Deigner (PBC Oftersheim)    | Christian Reimering (1. PBC Leverkusen)                | Ralf Souquet (PBC Oftersheim)       |
| 8-Ball-Pokal | Ralf Wack (PBC Fortuna Bexbach) | Frank Szabo (PBC Merklinde)      | Kai Windemuth (PC Mörfelden)                           | Wolfgang Zumbrägel (PBC Galgenmoor) |